# Minke Booij
Minke Gertine Booij (nome completo: Minke Gertine Booij) (Zaanstad, 24 gennaio 1977) è un'ex hockeista su prato olandese.
Gioca nel ruolo di difensore.
Ha giocato la sua prima partita in nazionale nel settembre del 1998 contro il Giappone. Da allora ha collezionato più di 200 presenze e segnato più di 30 gol. Era la capitana dell'Olanda campione del mondo nel 2006. Ha vinto anche tre Champions Trophy (2000, 2005, 2007). Alle Olimpiadi ha ricevuto una medaglia di bronzo (Sydney 2000) e una d'argento (Atene 2004) e una d'oro (Pechino 2008).
La sua squadra di club è stata l'HC Den Bosch.
Nel 2006 è stata eletta miglior giocatrice del mondo di hockey su prato (World Hockey Player of the Year).
Anche il fratello Menno è nazionale olandese di hockey su prato.